# بزنده
بزنده یابیزنده از روستاهای شهرستان خوی می‌باشد که به فاصله ۲۵ کیلومتری جنوب شرقی شهرستان خوی واقع است.

## موقعیت
این روستا از شمال غرب به روستای بیلوار، از غرب به روستای زروان از جنوب به روستای پیرکندی و از شرق به چمنزارها و مراتع بزرگ قیه قیه و کوه عظیم اولن و روستای سیه باز محدود می‌باشد؛ که حدود ۱۰ کیلومتر از شهر ایواغلو و ۱۳ کیلومتر از سه راه ایواوغلی فاصله دارد.
مختصات جغرافیایی (بر گرفته از عکس فضایی گوگل ایرث): «بزنده» lat=38.6961750697, lon=۴۵٫۱۲۲۵۱۵۴۲۱۲

## جمعیت
این روستا با ۲۰۰ خانوار عائله (۱۳۸۵) حدوداً ۷۰۰ نفر جمعیت دارد.

## محصولات
تخمه آفتاب گردان-
تخمه کدو-
محصولات حیوانی و لبنی